# Plagiochila friabilis
Plagiochila friabilis là một loài rêu trong họ Plagiochilaceae. Loài này được Inoue mô tả khoa học đầu tiên năm 1987.